# Lenckë
Lenckë – wieś położona w południowo-wschodniej części Albanii w gminie Çlirim. Wieś znajduje się 121 kilometrów od stolicy państwa, Tirany.